# Zero 2 Infinity
Zero 2 Infinity (0II∞, parfois rendu sous le nom de Zero2Infinity) est une société privée espagnole développant des ballons stratosphériques pour fournir un accès à la mésosphère et à l'orbite terrestre basse à l'aide d'un lanceur tiré depuis une nacelle du ballon.

## Description
L'entreprise a été fondée en 2009 par l'ingénieur aérospatial Jose Mariano López-Urdiales, l'actuel PDG. Son siège social est situé à Barberà del Vallès, Barcelone, Espagne,.
Zero 2 Infinity a testé des ballons stratosphériques et lancé de petites charges utiles à haute altitude pour des institutions scientifiques et des entreprises commerciales afin de tester des éléments au-dessus de la plupart de l'atmosphère terrestre. Leur système de lancement est censé avoir un impact beaucoup plus faible sur l'environnement, par rapport aux systèmes conventionnels. La nacelle de la société, nommée Bloon peut également être utilisé pour le tourisme. Fin 2016, son PDG avait suggéré que des vols commerciaux pourraient avoir lieu dès 2019.

## Bloostar
Bloostar est un lanceur en cours de développement, destiné à être compétitif sur le marché du lancement de petits satellites. Il est basé sur le concept « rockoon (en) » : la première étape de l'ascension est réalisée par l'utilisation d'un ballon stratosphérique jusqu'à 30 km, où la fusée est allumée et détachée du ballon pour insérer la charge utile en orbite. Le concept est censé être capable de lancer une charge utile de 140 kg sur une orbite terrestre basse de 200 km, ou une charge utile de 75 kg sur une orbite héliosynchrone de 600 km,,.